# Mlýnský rybník (Pěčice)
Mlýnský rybník je rybník o rozloze asi 8,0 ha, který leží na severním okraji obce Pěčice v okrese Mladá Boleslav. Je napájen náhonem z říčky Vlkavy.
Rybník je využíván pro chov ryb.

## Galerie

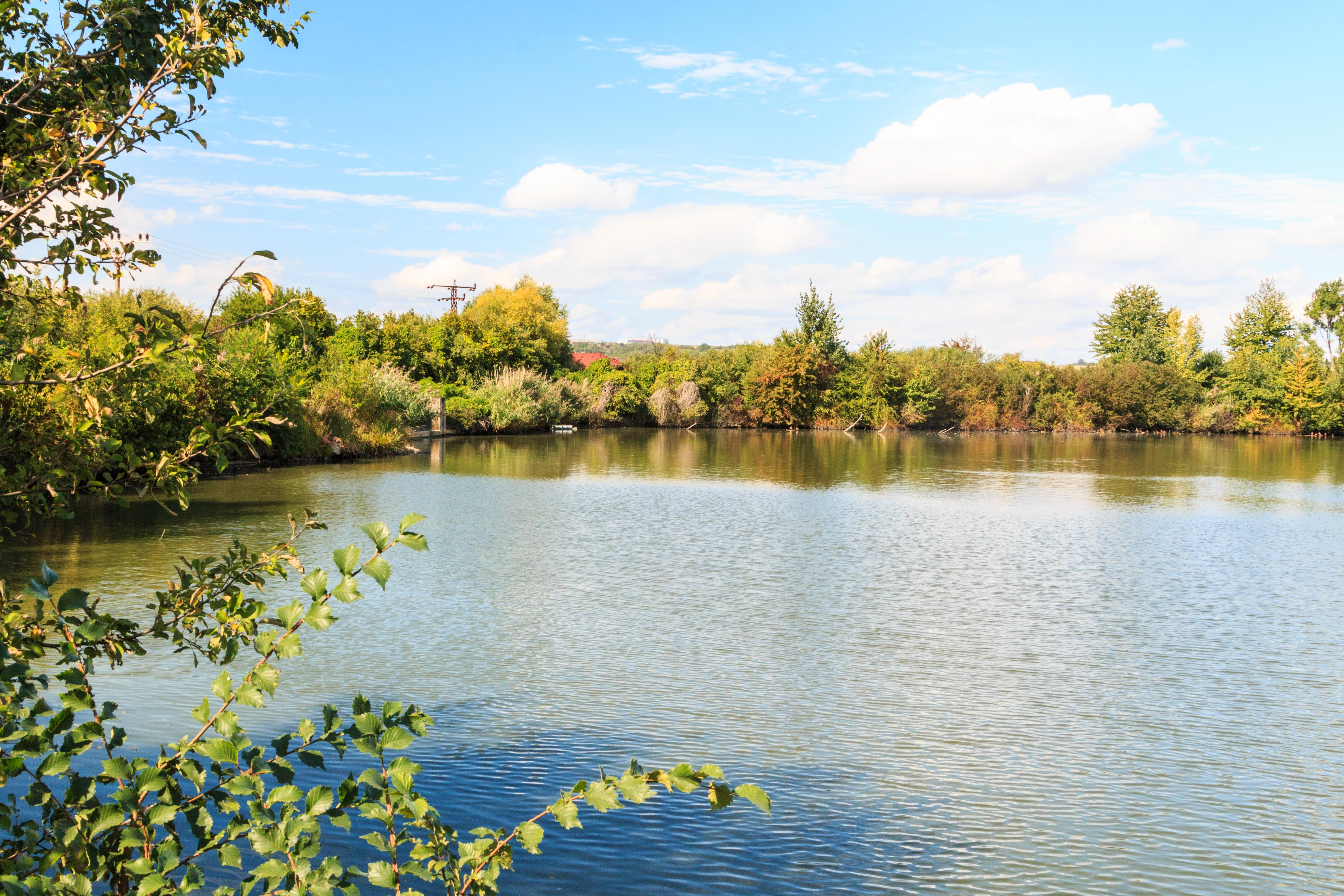
Pohled na Mlýnský rybník u Pěčic
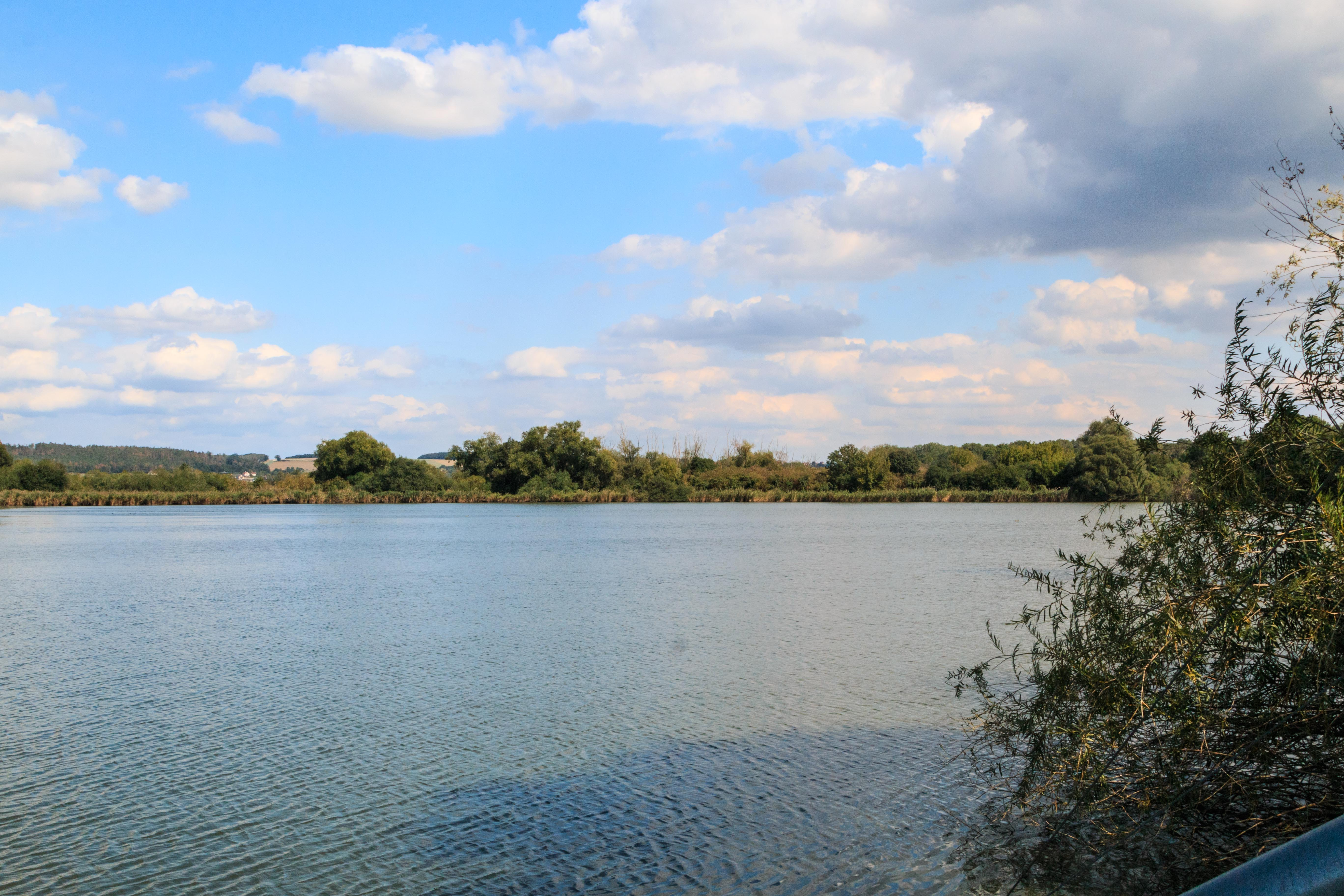
Pohled na Mlýnský rybník u Pěčic
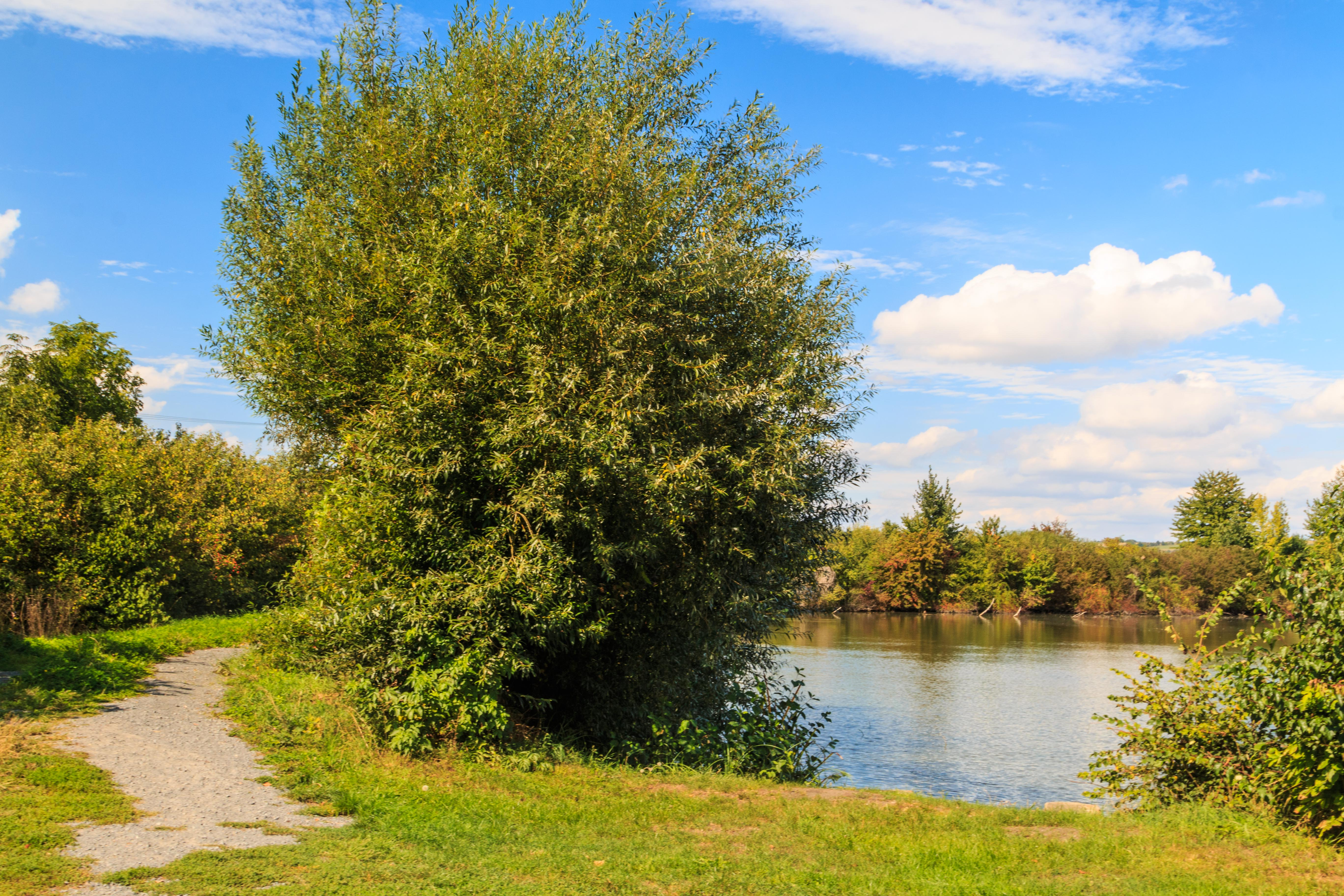
Pohled na Mlýnský rybník u Pěčic